# Rasheeda
Rasheeda (25 mei 1982 in Atlanta) als Rasheeda Buckner) is een Amerikaans rapster in opkomst. Ze is vrijwel onbekend in Nederland en België.
Ze startte haar hiphop carrière met haar album "Dirty South" in samenwerking met artiesten zoals Kurupt, Kool Ace en de bekende rapper Nelly. Het album was redelijk polulair onder de liefhebbers van Southern rap.
In 2002 bracht ze haar tweede album "A Ghetto Dream" uit maar deze kreeg slechte beoordelingen en was onpopulair. Rasheeda heeft nog bij Blackground Records ingeschreven gestaan en is in het heden nog in een groot deel van de Amerikaanse muziekindustrie onbekend. Er wordt verwacht dat ze een "grote ster" zal worden.
Ze staat momenteel ingeschreven bij DLO Entertainment en Big Cat Records. Haar recentelijk uitgebrachte album "GA Peach" kwam uit op 25 april 2006. Ook met dit album hebben bekende artiesten meegewerkt zoals bij het nummer, Let it clap met artiest Akon. Ze verscheen ook op nummers van Nivea, Petey Pablo en meidengroep Cherish. Rasheeda staat soms bekend onder de titel "Queen of crunk".

## Albums
- 2000 - "Dirty South"
- 2002 - "A Ghetto Dream"
- 2006 - "GA Peach"

## Singles
- 2000 - "Do It" ft. Paster Troy, Quebo Gold, and Re Re
- 2002 - "Shawty (Off Da Chain)" ft. Jazzy Pha
- 2004 - "You Like It Like That" Nivea ft. Rasheeda
- 2004 - "Vibrate" Petey Pablo ft. Rasheeda
- 2005 - "Rocked Away" ft. Lil' Scrappy
- 2005 - "Georgia Peach"
- 2006 - "Touch Ya Toes"
- 2006 - "Got That Good"

- International Standard Name Identifier: 0000 0000 3693 6290
- Library of Congress Control Number: n2004067076
- MusicBrainz: e9e318e7-e82f-4a32-8801-43cb0691d530
- Virtual International Authority File: 75708523
- WorldCat: E39PBJkMHvh6H7Btc4j3XwmPQq